# NepaLinux
NepaLinux este o distribuție de Linux bazată pe Debian și concepută special pentru limba nepaleză.